# Revista Brasileira de Linguística Antropológica
A Revista Brasileira de Linguística Antropológica (RBLA) é um periódico brasileiro especializado em trabalhos no campo das linguística antropológica e das línguas indígenas sul-americanas. É publicada pelo Laboratório de Línguas e Literaturas Indígenas (LALLI) da Universidade de Brasília (UnB). A revista foi criada pelos profesores Aryon Dall'Igna Rodrigues e Ana Suelly Arruda Câmara Cabral do Laboratório de Línguas e Literaturas Indígenas (LALLI), na Universidade de Brasília (UnB).